# یو ایرلاینز
یو ایرلاینز (به انگلیسی: U Airlines) یک شرکت هواپیمایی با کد یاتا YL است که در تاریخ ۱ آوریل ۲۰۱۲ میلادی تأسیس شده است.
قطب این شرکت هواپیمایی در فرودگاه بین‌المللی سووارنابومی قرار دارد.